# Vampires d'Orient

Vampires d'Orient (en anglais Kindred of the East) est un jeu de rôles contemporain-fantastique, publié par White Wolf Publishing en 1998 et édité en français par Hexagonal. Il est le premier jeu dans l'univers « gothic-punk » nommé le Monde des ténèbres. Le jeu est méconnu en Europe car très peu distribué en supplément.

## Concept de base
Le jeu propose de jouer des cathéens. Des vampires aux aptitudes totalement différentes de celle des vampires occidentaux : caïnites. Ainsi, ces vampires se nourrissent selon leurs niveau de DHARMA de chair, de sang, de souffle ou encore par la méditation. De plus, pour certains de ces vampires, ils peuvent marcher au soleil (les dégâts du soleil ne les brule pas mais les font pourrir comme un cadavre). Chaque cathéens appartient à l'un des « dharma » existants, lié à une destinée distincte. Il en existe 5, chacun ayant des principes propres, des signes et symboles favorables distincts, ainsi que des faiblesses particulières. Ceux-ci sont regroupés dans des WU (correspond aux meutes de loup-garou et aux coteries de Vampire : La Mascarade) qui peuvent se regrouper dans des cours. Le but d'une cour est de rassembler des groupes de cathéens pour qu'ils progressent ensemble vers un but commun.
Contrairement aux kin-jin (les vampires occidentaux), les kuei-jin sont morts et se retrouvent réincarnés dans leurs corps à la suite d'une mort atroce ou des exactions monstrueuses commises de leur vivant, et qui sont parvenus à s'évader du monde des morts grâce à leur P'o - leur démon intérieur. Les kuei-jin n'ont donc pas été transformés par un autre vampire, mais ne doivent leur état qu'à leurs propres actions. Ils sont influencés par les forces du Yin et du Yang qui agissent sur leur état. Ceux trop influencés par le Yin sont proches de la mort et de l'inertie, tandis que ceux proches du Yang sont si près de l'état vivant qu'ils peuvent engendrer des dhampyrs avec des humaines lors de relations amoureuses.
Vampire s'inscrit dans la gamme du monde des ténèbres avec d'autres jeux tels que "L'âge des Ténèbres", "Loup garou", "Mage", "Momie", "Kuei Jin", "Demon" etc. Il s'agit d'un monde commun qui contient tous ces jeux.

## Système de jeu
Le système utilise des dés à dix faces. Pour résoudre une action, il faut lancer un nombre de dés égal à sa caractéristique + sa compétence. La réussite de l'action dépend du nombre de résultats qui dépassent un seuil de difficulté donné.

## Thématiques générales et ambiance
Il existe un certain nombre de thèmes privilégiés dans Vampire d'Orient :
Kuei-jin contre Kuei-jin
Cour contre Cour
Wu contre Wu
Dharma contre Dharma
Cathéens contre Caïnites ou esprit ou hengeyokaïs (lycanthropes d'orient)
Progression dharmiques

## Mythologie
Les cathéens suivent le Grand Principe décomposé en 5 voies:
- La voie de l'origine
- La voie de la lignée
- La voie de l'intégration
- La voie de l'obligation
- La voie de la bienséance

## Dharma
Il en existe cinq dans le livre de base de ce jeu.
1. Cri du tigre diable
 concept : ado rebelle, assassin, contrebandier...
2. Voie du héron majestueux
 concept : policier, moine, pratiquant d'art martiaux…
3. Chant de l'ombre
 concept : prête, artiste, détective, déjanté vivant dans un cimetière…
4. Sentier des mille murmures
 concept : espion, professeur, pratiquant d'art martiaux, voyageur...
5. Danse du dragon exalté
 concept : prostitué, thérapeute, garde forestier, cannibale...

## Disciplines
Les arts de l'âme
- Chi'iu muh (les larmes du dragon)
- Intériorisation
- Obligation
- Pacte
Les arts du démon
- Shintaï du démon
- Vent des ténèbres
Les arts du ki
- Équilibrage
- Prana du yang
- Prana du yin
- Tapisserie
Les arts du shintaï
- Shintaï de jade
- Shintaï de chair
- Shintaï de la flamme fantôme
- Shintaï des os
- Shintaï du sang

## Dérivés
Ce jeu a connu une déclinaison appelée " le sang et la soie " qui permet de l'adapter avec vampire : dark ages.
Mais aussi, le suppléments hengeyokaïs pour l'allié avec  loup garou ; l'apocalypse.